# Trebeľovce
Trebeľovce (in ungherese Terbeléd) è un comune della Slovacchia facente parte del distretto di Lučenec, nella regione di Banská Bystrica.